# روجر ستيرن
روجر ستيرن (بالإنجليزية: Roger Stern)‏ (17 سبتمبر 1950، نوبلسفيل في الولايات المتحدة)؛ كاتب وروائي أمريكي.

## روابط خارجية
- روجر ستيرن على موقع IMDb (الإنجليزية)
- روجر ستيرن على موقع ميوزك برينز (الإنجليزية)
- روجر ستيرن على موقع قاعدة بيانات الفيلم (الإنجليزية)
- روجر ستيرن على موقع كينوبويسك (الروسية)